# 情熱
情熱（情熱）是日本二人組合近畿小子的第12張單曲。於2001年5月23日由傑尼斯娛樂唱片公司發行。

## 解說
上兩張單曲『夏之王者／除了你誰都不愛』與『在我背上的翅膀』的發售時間相隔了半年以上，但本單曲與上一張單曲的發售時間卻只相隔了短短三個月而已。上一張單曲是由堂本剛主演的連續劇主題曲，而本單曲則是由堂本光一主演的連續劇主題曲，而恰巧下一張單曲將會再次是堂本剛主演的連續劇主題曲。
在Oricon的總銷量只錄得59萬張，比起上一張大幅回落。但這也是CD市場本身在銷量上縮小伴隨之下的結果，所以連帶KinKi Kids的唱片銷量亦隨之而降。當然，從上張單曲開始二人改變路線，亦對銷量上有相當的影響。而且恰巧的是，在Oricon銷量榜上已經是連續三張單曲，在發售前一週均是由濱崎步佔據第一位。
在堂本光一主演的連續劇『Rookie!』（台譯：菜鳥刑警）大結局中，剛客串飾演一名高買CD的疑犯與光一有一面之緣的場面。那個時候被偷去的那張CD正是本單曲『情熱』。
『情熱』是由一名克羅地亞人Boris Dudevic作曲。在同年發售的『E album』除收錄原裝版本之外，更另外收錄了一個抒情版本。

## 名稱
- 日語原名：
- 中文意思：熱情
- 香港正東譯名：熱情
- 台灣艾迴譯名：情熱

## 收錄歌曲
1. 熱情
  - ※堂本光一參與演出的富士電視台連續劇『Rookie!』主題曲。
  - 作曲：Boris Dudevic
  - 作詞：Satomi
  - 編曲：松本良喜
2. 為你而唱（君のためのうた）
  - 作曲、作詞：周水
  - 編曲：南利一
3. 熱情 (Instrumental)
  - 作曲：Boris Dudevic
  - 編曲：松本良喜
4. 為你而唱 (Instrumental)
  - 作曲：周水
  - 編曲：南利一